# Patton Village (California)
Patton Village es un lugar designado por el censo ubicado en el condado de Lassen en el estado estadounidense de California. En el año 2010 tenía una población de 702 habitantes.

## Geografía
Patton Village se encuentra ubicado en las coordenadas 40°8′38.51″N 120°10′23.17″O / 40.1440306, -120.1731028.